# Kotcheniovo
Kotcheniovo (en russe : Коченёво) est une commune urbaine de Russie de type bourg ouvrier qui est située dans l'oblast de Novossibirsk. C'est le siège administratif du raïon et de la municipalité du même nom.

## Géographie
Kotcheniovo se trouve au ouest de l'oblast de Novossibirsk, à 50 km à vol d'oiseau de Novossibirsk. La route fédérale R254 passe au nord de la commune.

## Histoire
La localité est connue depuis 1650.

## Population
Recensements (*) et estimations de la population,,:
| 1959* | 1970*  | 1979*  | 1989*  | 2002*  | 2010*  |
| ----- | ------ | ------ | ------ | ------ | ------ |
| 9 419 | 12 058 | 13 079 | 15 048 | 16 510 | 16 374 |

| 2012   | 2013   | 2014   | 2015   | 2016   | 2017   |
| ------ | ------ | ------ | ------ | ------ | ------ |
| 16 442 | 16 558 | 16 498 | 16 580 | 16 768 | 16 956 |

| 2018   | 2019   | 2020   | 2021*  | - | - |
| ------ | ------ | ------ | ------ | - | - |
| 17 111 | 17 180 | 17 272 | 17 053 | - | - |